# فيل ماي
فيل ماي (بالإنجليزية: Phil May)‏ هو مغني وكاتب أغاني بريطاني، ولد في 9 نوفمبر 1944 في دارتفورد ‏ في المملكة المتحدة.

## وصلات خارجية
- فيل ماي على موقع IMDb (الإنجليزية)
- فيل ماي على موقع ميوزك برينز (الإنجليزية)
- فيل ماي على موقع أول ميوزيك (الإنجليزية)
- فيل ماي على موقع ديسكوغز (الإنجليزية)
- فيل ماي على موقع قاعدة بيانات الفيلم (الإنجليزية)